# La Paz (departement van El Salvador)
La Paz is een departement van El Salvador, gelegen in het zuiden van het land aan de Grote Oceaan. De hoofdstad is de stad Zacatecoluca.
Het departement La Paz omvat 1224 km² en heeft 358.267 inwoners (2016). La Paz werd in februari 1852 gesticht.

## Gemeenten
Het departement bestaat uit 22 gemeenten:
1. Cuyultitán
2. El Rosario
3. Jerusalén
4. Mercedes La Ceiba
5. Olocuilta
6. Paraíso de Osorio
7. San Antonio Masahuat
8. San Emigdio
9. San Francisco Chinameca
10. San Juan Nonualco
11. San Juan Talpa
12. San Juan Tepezontes
13. San Luis La Herradura
14. San Luis Talpa
15. San Miguel Tepezontes
16. San Pedro Masahuat
17. San Pedro Nonualco
18. San Rafael Obrajuelo
19. Santa María Ostuma
20. Santiago Nonualco
21. Tapalhuaca
22. Zacatecoluca

Ahuachapán · Cabañas · Chalatenango · Cuscatlán · La Libertad · La Paz · La Unión · Morazán · San Miguel · San Salvador · San Vicente · Santa Ana · Sonsonate · Usulután